# Хроника любовных происшествий
«Хроника любовных происшествий» (пол. Kronika wypadków miłosnych) — фильм Анджея Вайды. Вышел на экраны в 1986 году. Экранизация одноимённого романа Тадеуша Конвицкого. Фильм рассказывает в поэтический и ностальгический форме историю взросления группы молодых людей. Главная тема — любовь старшеклассников Витека и Алины.

## Производство
Фильм был снят главным образом в Пшемысле, который имитировал довоенный Вильнюс. Пленэрами являются нынешняя Замковая улица и Площадь легионов. Сцена православного богослужения снималась в Петропавловском храме в Семятыче. Фильм также снимался и в Дрогичине, и в Люблине, на улице Новорыбной. Марш 13-го полка Виленских уланов был снят в районе деревни Богуславице, используя лошадей из тамошнего стада жеребцов (Stado Ogierów w Bogusławicach).
Музыку к фильму сочинил Войцех Киляр. Кроме того, в картине появляются два польских танго — «To ostatnia niedziela» (известная в СССР как «Утомлённое солнце») и «Jesienne róże». Обе песни имеют аранжировку, стилизованную под довоенные времена, и исполняет их Збигнев Водецкий. В одной из сцен с участием Тадеуша Конвицкого также звучит песня группы TSA «Heavy metal świat» с альбома Heavy Metal World (1984).
Паулине Млынарской, исполнившей главную роль в фильме, во время съемок было 14 лет. Она утверждает, что для записи сексуальных сцен с её участием она была опьянена транквилизаторами и алкоголем. Ответственность за это несёт Вайда.

## Сюжет
Весна 1939 года. Накануне Второй мировой войны в польской части Литвы старшеклассник Витек надеется сдать вступительные экзамены в университет и одновременно влюбляется в дочь польского офицера, Алину. Девушка сначала не принимает любовь парня, но в итоге соглашается на свидание. Вместе они планируют побег после окончания школы. Они договариваются после объявления результатов экзаменов. Витек проваливает экзамены. Вскоре он узнаёт, что Алина уезжает за границу. Девушка, однако, приходит на последнюю встречу в белом, «свадебном» платье. Насыщенные друг другом, они засыпают на берегу реки. Их будит вой тревожных сирен, предвещающий начало войны.

## В ролях
- Паулина Млынарская — Алина
- Бернадетта Махала — Грета
- Пётр Вавжиньчак — Витек
- Ярослав Груда — Лёва
- Иоанна Щепковская — Цецилия
- Габриела Ковнацкая — Олимпия
- Тадеуш Конвицкий — странник
- Дариуш Добковский — Энгель
- Магдалена Вуйцик — Зуза, подруга Алины
- Леонард Петрашак — Наленч, отец Алины
- Адрианна Годлевская — мать Алины
- Кристина Захватович — мать Витека
- Тадеуш Ломницкий — пастор Баум
- Беата Позняк — Зося, горничная

## Технический персонал
- режиссёр — Анджей Вайда
- сценарий — Тадеуш Конвицкий, Анджей Вайда
- композитор — Войцех Киляр
- оператор — Эдвард Клосиньский